# 495 (tal)
495 är det naturliga talet som följer 494 och som följs av 496.

## Inom vetenskapen
- 495 Eulalia, en asteroid.

## Inom matematiken
- 495 är ett udda tal.
- 495 är ett sammansatt tal.
- 495 är ett lyckotal.